# Glacier de Tsijiore Nouve
Glacier de Tsijiore Nouve – lodowiec o długości 4 km (2005 r.) i powierzchni 3,2 km² (1973 r.).
Lodowiec położony jest w Alpach Pennińskich w kantonie Valais w Szwajcarii.